# Nocturne (Chopin)
Nocturnele lui Chopin formată din 21 de piese solo pentru pian compuse de Frédéric Chopin între anii 1827 și 1846. Acestea sunt considerate cele mai bune lucrări solo pentru un instrument și ocupă un loc important în repertoriul de concert contemporan.  Deși Chopin nu a inventat acest tip de piesă, l-a popularizat și l-a extins, bazându-se pe forma dezvoltată de compozitorul irlandez John Field.
Nocturnele lui Chopin, numerotate de la 1 la 18 au fost publicate în timp ce era în viață, în două, sau trei, în ordinea compoziției. Cu toate acestea, nocturnele 19 și 20 au fost compuse primele, înainte de plecarea lui Chopin din Polonia, dar s-au publicat după moartea sa. Inițial, numarul 21 nu a fost numită "nocturnă", dar de la publicarea sa în 1870 ca atare, este inclus în publicații și înregistrări ale setului.

## Influențe
Până la nașterea lui Chopin în 1810, John Field era deja un compozitor. În cele din urmă, tânărul Chopin a devenit un mare admirator a lui Field, preluând o anumită influență în tehnica de interpretare și compoziție a compozitorului irlandez. Chopin a compus cinci nocturne înainte să-l întâlnească pentru prima oară pe John Field.
În tinerețe, lui Chopin i se spunea adesea că suna ca Field, care, la rândul lui a fost descris mai târziu ca fiind "Chopin". Compozitorul Friedrich Kalkbrenner, una dintre primele influențe ale lui Chopin, l-a întrebat odată dacă era elevul lui Field. În timp ce Chopin îl susținea, îl respecta și l-a considerat una dintre influențele lui primare, Field avea o viziune destul de negativă a lucrărilor lui Chopin. După ce l-a întâlnit pe Chopin și i-a auzit nocturnele în 1832, se spune că Field l-a numit pe Chopin "talent pentru bolnavi". Cu toate acestea, Chopin încă îl admira pe Field și compozițiile sale și a continuat să-l inspire până la capătul vieții sale.
Nocturnele lui Chopin au multe asemănări cu cele ale lui Field, păstrând în același timp un sunet dinstinct, unic al lor. Un aspect pe care Chopin l-a continuat de la Field a fost acela că folosea o melodie asemenea unei melodii pe mâna dreaptă. Aceasta este una dintre cele mai importante caracteristici ale nocturnei ca un întreg. Folosirea vocii în piesă a dat o mai mare adâncime emoțională piesei, atrăgând mai mult ascultătorul. Pe lângă melodia mâinii drepte, Chopin a continuat să folosească o "necesitate" a nocturnei, aceea de a juca corzi rupte pe stânga pemtru actiona ca ritm sub "melodia" mâinii drepte. O altă tegnică folosită de Field și continuată de Chopin a fost folosirea mai largă a pedalei. Folosind mai mult pedala, muzica câștigă o expresie mai emotivă prin notele susținute, dând piesei o aură de dramă. Aceste atribute principale ale "Nocturnelor lui Field" Chopin s-a inspirat, și s-a extins asupra lor pentru a crea "Nocturnele lui Chopin".
Una dintre cele mai mari inovații făcute de Chopin pentru nocturnă a fost să folosească un ritm mai liber, o tehnică bazată pe stilul muzicii clasice. De asemenea, Chopin a dezvoltat în continuare structura nocturnei, inspirându-se din aria de operă italiană și franceză, precum și forma de sonată. Compozitorul Franz Liszt chiar a insistat că nocturnele lui Chopin au fost infulențate de ariile bel canto ale lui Vincenzo Bellini, o declarație afirmată și împărtăsită în lumea muzicii. O altă inovație a lui Chopin fost folosirea contrapunctului pentru a crea tensiuni în nocturne, o metodă pentru a lărgi mai mult tonul și simțul dramatic al piesei în sine. A fost în principal prin aceste teme de influență operatică, ritmuri mai libere, și o expansiune în structuri mai complexe și joc melodic pe care Chopin și-a pus amprenta pe nocturnă. Mulți se gândesc la "Nocturnele lui Chopin"  ca o combinație între forma și structura lui Field si sunetul lui
Mozart, afișând o temă clasică/romantică-influențată în muzică.

## Forma
În timp ce contoarele și cheile variază, nocturnele sunt în general în formă ternară (A–B–A), cu o stare de melacoloe, si o melodie clară care plutește pe acompaniamentul stâng al arpegiului sau a clapelor rupte. Repetițiile temelor principale adaugă, în general, ornamente din ce în ce mai ornamentale,în special la Opus 9 No. 2 în E flat. De la nocturnele 7 și 8, Chopin le-a publicat în perechi constante, deși fiecare piesă poate sta singură ca o lucrare completă. Excepții la modelul de formă ternară includ Opus 9 No. 2 și  Op. 55 No. 2 în E flat, dintre care niciuna nu conține o secțiune contrastantă, Op. 15 No. 3 în formă binară cu o codă binară, și Op. 37 No. 2 în forma A–B–A–B–A.
Marcarea tempo-ului tuturor nocturnelor, dar cu excepția uneia dintre nocturne este o varintă a lui Lento, Larghetto sau Andante, Allegretto-ul din Nr. 3 care rupe forma.
O altă caracteristică notabilă este că fiecare dintre nocturnele lui Chopin,cu excepția celor trei, se termină într-o cheie majoră. Asta include și nocturnele în chei minore, care, excluzând No. 13 în C Minor și No. 21 în C Minor, se termină cu Picardy Thirds. No. 9 în B Major este singura nocturnă a lui Chopin care începe cu o cheie majoră și se termină cu o cheie minoră (în cazul ăsta, B Minor), deși unii interpreți, cum ar fi Arthur Rubinstein, încheie piesa pe o cheie B major.

## Influență
Când au fost publicate prima oară, nocturnele lui Chopin au fost întâmpinate cu reacții mixte de la critici. Cu toate acestea, prin procese de timp, mulți care au fost nemulțumiți de nocturne s-au regăsit retrăgând criticile anterioare, ținând cont de compozițiile scurte.
În timp ce popularitatea  nocturnelor individuale a variat considerabil încă de la moartea lui Chopin, ei au păstrat o poziție semnificativă în repertoriul de pian, împreună cu Op. 9 No. 2 în E flat major si the Op. 27 No. 2 în D flat major, probabil cele mai populare.
Diverși compozitori din viața lui Chopin si mai târziu și-au exprimat influența din munca sa cu nocturne. Compozitori cum ar fi Johannes Brahms și Richard Wagner prezintă un stil și o tehnică similară cu a lui Chopin. Alți compozitori cum ar fi Mendelssohn, Schumann, și Liszt au descris geniul care se afla în npcturnele sale. Este clar că aceste scurte compoziții de pian au avut un impact vizibil și durabil în muzică și compoziții în timpul perioadei romantice. Cel mai important compozitor de nocturne mai târziu, a fost Gabriel Fauré, carecl-a admirat foarte mult pe Chopin și a compus treizeci de nocturne. Mai târziu, compozitori care au scris piese solo de pian includ Georges Bizet, Erik Satie, Alexander Scriabin, Francis Poulenc, Samuel Barber, și Lowell Liebermann.

## Lista nocturnelor
| Nr. | Cheie         | Opus         | Publicată | Compusă   | Început | Melodie           |
| --- | ------------- | ------------ | --------- | --------- | ------- | ----------------- |
| 1   | B flat minor  | Op. 9 No. 1  | 1832      | 1830–1832 |         | Florence Robineau |
| 2   | E flat major  | Op. 9 No. 2  | 1832      | 1830–1832 |         | Martha Goldstein  |
| 3   | B major       | Op. 9 No. 3  | 1832      | 1830–1832 |         | Patrizia Prati    |
| 4   | F major       | Op. 15 No. 1 | 1833      | 1830–1832 |         |                   |
| 5   | F sharp major | Op. 15 No. 2 | 1833      | 1830–1832 |         |                   |
| 6   | G minor       | Op. 15 No. 3 | 1833      | 1833      |         | Olga Gurevich     |
| 7   | C sharp minor | Op. 27 No. 1 | 1835      | 1835      |         |                   |
| 8   | D flat major  | Op. 27 No. 2 | 1837      | 1835      |         |                   |
| 9   | B major       | Op. 32 No. 1 | 1837      | 1837      |         |                   |
| 10  | A flat major  | Op. 32 No. 2 | 1837      | 1837      |         |                   |
| 11  | G minor       | Op. 37 No. 1 | 1840      | 1838      |         |                   |
| 12  | G major       | Op. 37 No. 2 | 1840      | 1839      |         | Olga Gurevich     |
| 13  | C minor       | Op. 48 No. 1 | 1841      | 1841      |         | Luke Faulkner     |
| 14  | F sharp minor | Op. 48 No. 2 | 1841      | 1841      |         | Luke Faulkner     |
| 15  | F minor       | Op. 55 No. 1 | 1844      | 1842–1844 |         |                   |
| 16  | E flat major  | Op. 55 No. 2 | 1844      | 1842–1844 |         |                   |
| 17  | B major       | Op. 62 No. 1 | 1846      | 1846      |         |                   |
| 18  | E major       | Op. 62 No. 2 | 1846      | 1846      |         |                   |
| 19  | E minor       | Op. 72 No. 1 | 1855      | 1827–29   |         | Peter Johnston    |
| 20  | C sharp minor | P 1 No. 16   | 1870      | 1830      |         | Aaron Dunn        |
| 21  | C minor       | P 2 No. 8    | 1860      | 1837      |         | Diana Hughes      |

### Nocturna nr.22
Nocturna în C-sharp minor cunoscută sub numele de Nocturne oublié(e) sau Nocturna Nr. 22 este o lucrare falsă.